# Regeringen Jakobsdóttir II
Regeringen Katrín Jakobsdottír II var Islands regering mellan 28 november 2021 och 9 april 2024. Det var en koalitionsregering av de tre partierna Självständighetspartiet, Vänsterpartiet – de gröna och Framstegspartiet. Statsminister och regeringschef var Katrín Jakobsdóttir. Regeringen åtnjöt majoritet i parlamentet Alltinget efter valet 2021. Ministären bestod av tolv personer. Fem är från Självständighetspartiet, Framstegspartiet innehar fyra statsråd, medan Vänsterpartiet – de gröna har tre stycken.

## Formation
Regeringen var en fortsättning på det samarbete mellan de tre ingående partierna som inleddes föregående mandatperiod. Konstellationen av partier utökade sin majoritet i Alltinget, där den har stöd av 38 av 63 ledamöter.

## Ministären
* Statsminister eller departementschef
| Titel                                             | Namn                 | Namn                          | Tillträdde           | Avgick               | Parti                 |                      |                      |                      |                      |
| Statsrådsberedningen                              | Statsrådsberedningen | Statsrådsberedningen          | Statsrådsberedningen | Statsrådsberedningen | Statsrådsberedningen  | Statsrådsberedningen | Statsrådsberedningen | Statsrådsberedningen | Statsrådsberedningen |
| ------------------------------------------------- | -------------------- | ----------------------------- | -------------------- | -------------------- | --------------------- | -------------------- | -------------------- | -------------------- | -------------------- |
| Statsminister                                     |                      | Katrín Jakobsdóttir           | 28 november 2021     | 9 april 2024         | Vinstrihreyfingin     |                      |                      |                      |                      |
| Utrikesdepartementet                              |                      |                               |                      |                      |                       |                      |                      |                      |                      |
| Utrikesminister                                   |                      | Þórdís Kolbrún R. Gylfadóttir | 28 november 2021     | 14 oktober 2023      | Sjálfstæðisflokkurinn |                      |                      |                      |                      |
| Utrikesminister                                   |                      | Bjarni Benediktsson           | 14 oktober 2023      | 9 april 2024         | Sjálfstæðisflokkurinn |                      |                      |                      |                      |
| Finansdepartementet                               |                      |                               |                      |                      |                       |                      |                      |                      |                      |
| Finansminister                                    |                      | Bjarni Benediktsson           | 28 november 2021     | 14 oktober 2023      | Sjálfstæðisflokkurinn |                      |                      |                      |                      |
| Finansminister                                    |                      | Þórdís Kolbrún R. Gylfadóttir | 14 oktober 2023      | 9 april 2024         | Sjálfstæðisflokkurinn |                      |                      |                      |                      |
| Infrastrukturdepartementet                        |                      |                               |                      |                      |                       |                      |                      |                      |                      |
| Infrastrukturminister                             |                      | Sigurður Ingi Jóhannsson      | 28 november 2021     | 9 april 2024         | Framsóknarflokkurinn  |                      |                      |                      |                      |
| Inrikesdepartementet                              |                      |                               |                      |                      |                       |                      |                      |                      |                      |
| Inrikesminister Justitieminister från 1/2-2022    |                      | Jón Gunnarsson                | 28 november 2021     | 19 juni 2023         | Sjálfstæðisflokkurinn |                      |                      |                      |                      |
| Inrikesminister Justitieminister från 1/2-2022    |                      | Guðrún Hafsteinsdóttir        | 19 juni 2023         | 9 april 2024         | Sjálfstæðisflokkurinn |                      |                      |                      |                      |
| Forsknings och näringsdepartementet               |                      |                               |                      |                      |                       |                      |                      |                      |                      |
| Minister för forskning, industri och innovationer |                      | Áslaug Arna Sigurbjörnsdóttir | 28 november 2021     | 9 april 2024         | Sjálfstæðisflokkurinn |                      |                      |                      |                      |
| Fiske och jordbruksdepartementet                  |                      |                               |                      |                      |                       |                      |                      |                      |                      |
| Fiske- och jordbruksminister                      |                      | Svandís Svavarsdóttir         | 28 november 2021     | 9 april 2024         | Vinstrihreyfingin     |                      |                      |                      |                      |
| Miljö och energidepartementet                     |                      |                               |                      |                      |                       |                      |                      |                      |                      |
| Miljö-, energi- och klimatminister                |                      | Guðlaugur Þór Þórðarson       | 28 november 2021     | 9 april 2024         | Sjálfstæðisflokkurinn |                      |                      |                      |                      |
| Utbildningsdepartementet                          |                      |                               |                      |                      |                       |                      |                      |                      |                      |
| Utbildnings- och barnminister                     |                      | Ásmundur Einar Daðason        | 28 november 2021     | 9 april 2024         | Framsóknarflokkurinn  |                      |                      |                      |                      |
| Social och arbetsmarknadsdepartementet            |                      |                               |                      |                      |                       |                      |                      |                      |                      |
| Social- och arbetsmarknadsminister                |                      | Guðmundur Ingi Guðbrandsson   | 28 november 2021     | 9 april 2024         | Vinstrihreyfingin     |                      |                      |                      |                      |
| Hälsodepartementet                                |                      |                               |                      |                      |                       |                      |                      |                      |                      |
| Hälsominister                                     |                      | Willum Þór Þórsson            | 28 november 2021     | 9 april 2024         | Framsóknarflokkurinn  |                      |                      |                      |                      |
| Turist, handels och kulturdepartementet           |                      |                               |                      |                      |                       |                      |                      |                      |                      |
| Turist-, handels- och kulturminister              |                      | Lilja Dögg Alfreðsdóttir      | 28 november 2021     | 9 april 2024         | Framsóknarflokkurinn  |                      |                      |                      |                      |